# 刘绪
刘绪（1949年3月—2021年9月26日），山西广灵人，中國考古學家。

## 生平
刘绪生于山西省广灵县。1975年毕业于北京大学历史系考古专业，同年进入山西省文物工作委员会工作，之後一度擔任山西省考古工作队副队长。1983年獲得北京大学历史系考古专业碩士學位後留校任教。1999年晋升为教授，同年被聘为博士生导师。之後擔任北京大学考古文博学院副院长、党委书记。2019年秋，劉緒入院治疗，最終劉緒因病去世。
刘绪主要研究夏商周考古，曾參與山西天马-曲村遗址发掘。